# Андреас Кледен
Андреас Кледен (22. јун 1975) бивши је немачки професионални бициклиста у периоду од 1998 до 2013. године. Највећи успјех остварио је на Тур де Франсу, који је завршио на другом мјесту 2004 и 2006, иза Ленса Армстронга, коме су побједе одузете због допинга 2012. године. На Олимпијским играма 2000, освојио је бронзану медаљу у друмској трци. Освојио је по једном Тирено—Адријатико, Париз—Ницу и Тур де Романди, док је Вуелту ал Паис Васко освојио два пута.